# フッツィヤ2世
フッツィヤ2世（Huzziya II, 紀元前15世紀）は、ヒッタイトの大王。

## 来歴
先王ツィダンタ2世の跡を継いで紀元前1450年頃に大王となった。ミタンニとの緩衝国としてキズワトナの安全を保証した。
重臣で護衛隊長だったムワタリ1世により殺害され、ムワタリは自ら王位に登った。しかしムワタリはフッツィヤの遺児であるカントゥッツィリとヒムイリを殺さずに高位につけたため、二人により復仇された。その後はフッツィヤの息子、孫あるいは娘婿とされるトゥドハリヤ1世が王位についた。